# Tsanko Tsvetanov
Tsanko Tsvetanov (en búlgaro: Цанко Цветанов; n. 6 de enero de 1970) es un exfutbolista internacional y entrenador búlgaro.
Como futbolista jugó de defensa lateral izquierdo, disputó 40 partidos con la selección búlgara y formó parte del equipo nacional que consiguió el cuarto puesto en la Copa del Mundo de 1994, además de disputar la Eurocopa 1996. A nivel de clubes jugó en el Etar Veliko Tarnovo, Levski Sofia, Energie Cottbus y Aberdeen F.C., entre otros.

## Trayectoria como entrenador
| Club                                 | País       | Año       |
| ------------------------------------ | ---------- | --------- |
| Levski Sofia (2º Entrenador)         | Bulgaria   | 2004-2007 |
| PFC Litex Lovech (2º Entrenador)     | Bulgaria   | 2008-2009 |
| Bulgaria (2º Entrenador)             | Bulgaria   | 2009-2010 |
| Anorthosis Famagusta (2º Entrenador) | Chipre     | 2010-2011 |
| SFC Etar Veliko Tarnovo              | Bulgaria   | 2011-2012 |
| Botev Plovdiv (2º Entrenador)        | Bulgaria   | 2013-2014 |
| FC Astana (2º Entrenador)            | Kazajistán | 2014-2018 |